# Хардвик-холл
Хардвик-холл (англ. Hardwick Hall) в Дербишире — одна из первых на севере Европы загородных резиденций, не имевших укреплений и не напоминавших замок. Этот эталон елизаветинской архитектуры строился в 1590-е годы для графини Шрусбери архитектором Робертом Смитсоном, известным также по своим более ранним работам в Лонглите и Воллатоне.
Графиня Бесс из Хардвика слыла одной из богатейших женщин в Англии, и её потомки, герцоги Девонширские, хотя и проживали главным образом в более современном Чатсуорт-хаусе неподалёку, стремились сохранить память о ней. Многие шпалеры, мебель и другие предметы из инвентаря имущества графини, составленного в 1601 году, до сих пор можно увидеть в Хардвик-холле. Особенно примечательны традиционные для зданий конца XVI века длинная галерея и большой зал. Хардвик-холл открыт для свободного посещения всеми желающими.

## Фотогалерея

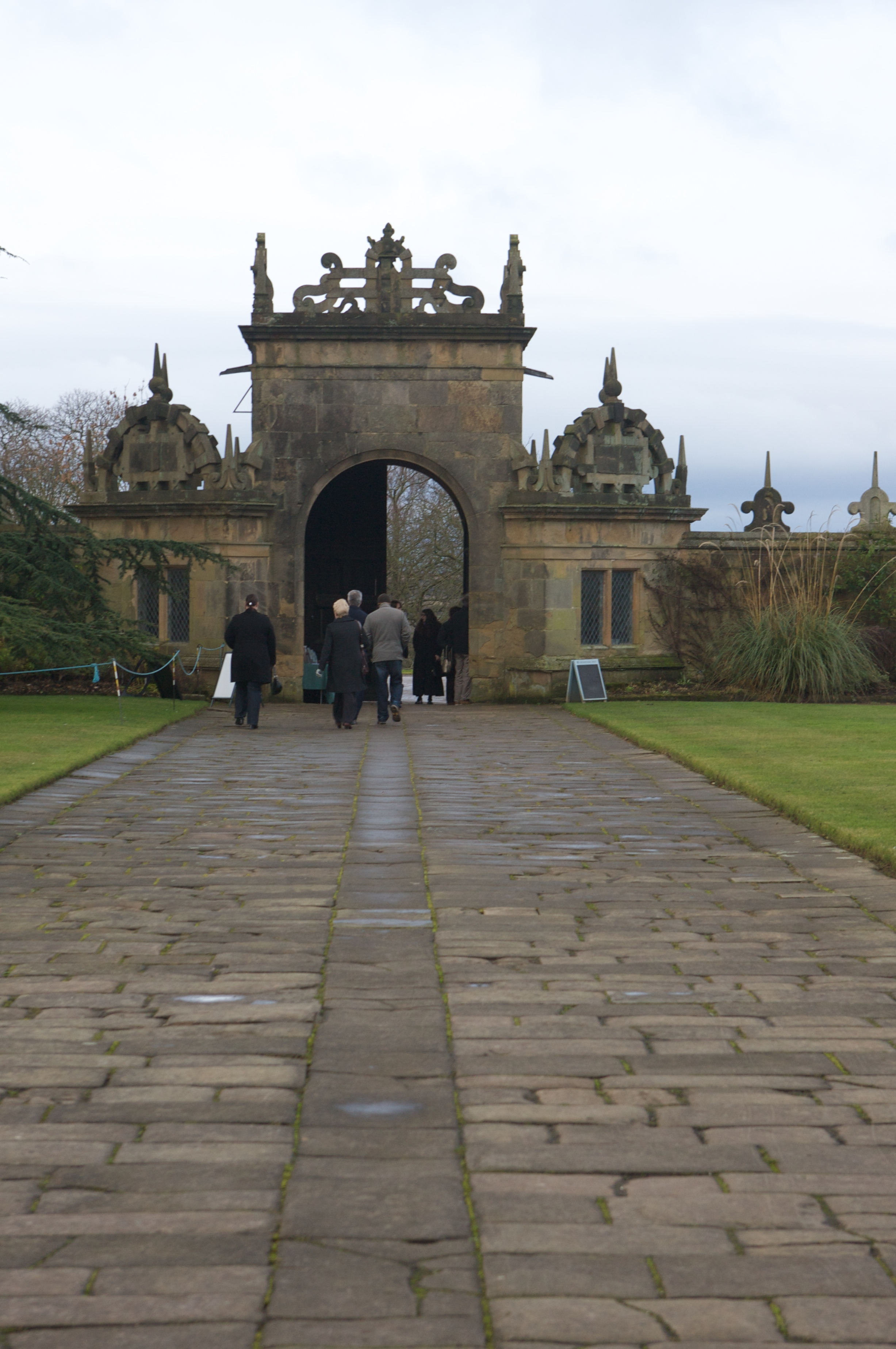
Вход
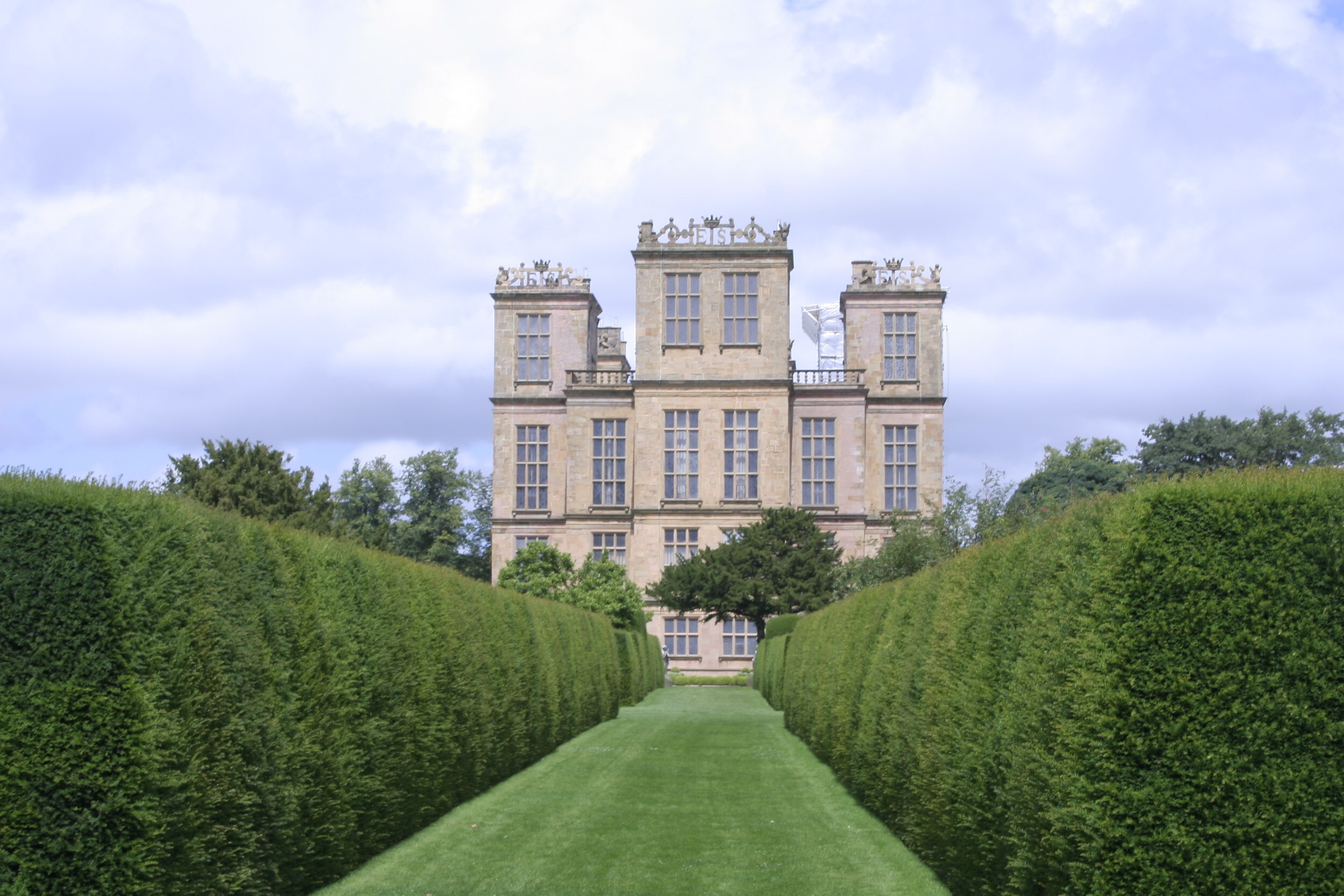
Вид из сада
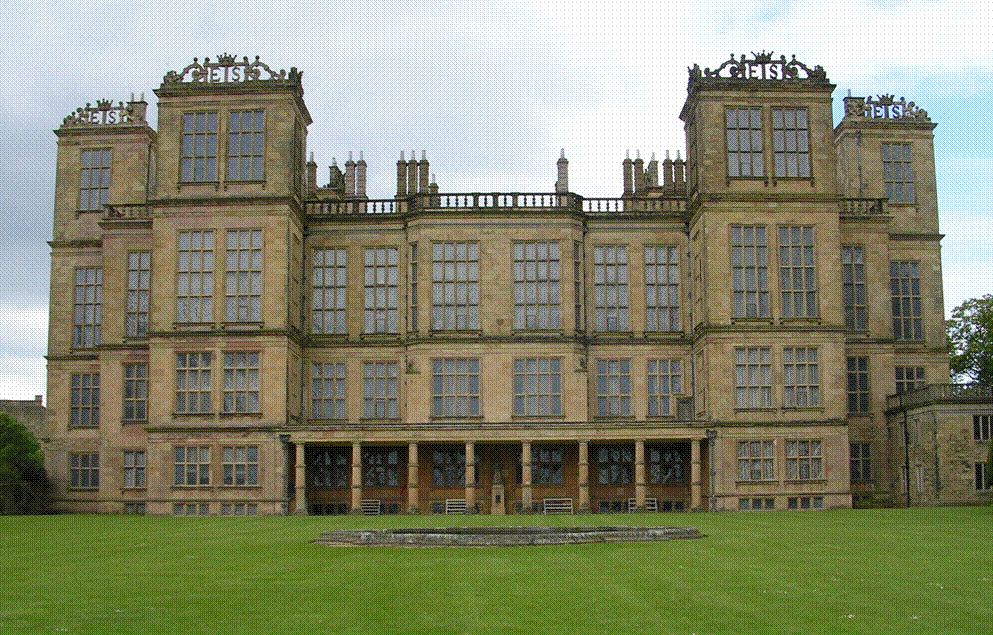
Главный фасад